# Лиопетри
Лиопѐтри (на гръцки: Λιοπέτρι е село в Кипър, окръг Фамагуста. Според статистическата служба на Република Кипър през 2001 г. селото има 3837 жители.